# Escotós
Escoutoux és un municipi francès situat al departament del Puèi Domat i a la regió d'Alvèrnia-Roine-Alps. L'any 2007 tenia 1.259 habitants.

## Demografia

### Població
El 2007 la població de fet d'Escoutoux era de 1.259 persones. Hi havia 509 famílies de les quals 114 eren unipersonals (55 homes vivint sols i 59 dones vivint soles), 209 parelles sense fills, 162 parelles amb fills i 24 famílies monoparentals amb fills.
La població ha evolucionat segons el següent gràfic:
Habitants censats

### Habitatges
El 2007 hi havia 615 habitatges, 515 eren l'habitatge principal de la família, 48 eren segones residències i 53 estaven desocupats. 602 eren cases i 12 eren apartaments. Dels 515 habitatges principals, 467 estaven ocupats pels seus propietaris, 36 estaven llogats i ocupats pels llogaters i 12 estaven cedits a títol gratuït; 2 tenien una cambra, 3 en tenien dues, 55 en tenien tres, 166 en tenien quatre i 288 en tenien cinc o més. 393 habitatges disposaven pel capbaix d'una plaça de pàrquing. A 167 habitatges hi havia un automòbil i a 316 n'hi havia dos o més.

### Piràmide de població
La piràmide de població per edats i sexe el 2009 era:
| Homes | Edats   | Dones |
| ----- | ------- | ----- |
| 0     | 95 o +  | 0     |
| 0     | 90 a 94 | 0     |
| 0     | 85 a 89 | 8     |
| 0     | 80 a 84 | 12    |
| 40    | 75 a 79 | 16    |
| 24    | 70 a 74 | 36    |
| 20    | 65 a 69 | 40    |
| 20    | 60 a 64 | 28    |
| 8     | 55 a 59 | 8     |
| 60    | 50 a 54 | 48    |
| 76    | 45 a 49 | 64    |
| 36    | 40 a 44 | 44    |
| 60    | 35 a 39 | 44    |
| 48    | 30 a 34 | 56    |
| 28    | 25 a 29 | 12    |
| 20    | 20 a 24 | 8     |
| 48    | 15 a 19 | 12    |
| 32    | 10 a 14 | 36    |
| 32    | 5 a 9   | 28    |
| 28    | 0 a 4   | 28    |

## Economia
El 2007 la població en edat de treballar era de 832 persones, 615 eren actives i 217 eren inactives. De les 615 persones actives 566 estaven ocupades (300 homes i 266 dones) i 50 estaven aturades (22 homes i 28 dones). De les 217 persones inactives 110 estaven jubilades, 50 estaven estudiant i 57 estaven classificades com a «altres inactius».

### Ingressos
El 2009 a Escoutoux hi havia 532 unitats fiscals que integraven 1.324 persones, la mediana anual d'ingressos fiscals per persona era de 17.963 €.

### Activitats econòmiques
Dels 45 establiments que hi havia el 2007, 1 era d'una empresa alimentària, 6 d'empreses de fabricació d'altres productes industrials, 12 d'empreses de construcció, 9 d'empreses de comerç i reparació d'automòbils, 4 d'empreses d'hostatgeria i restauració, 1 d'una empresa financera, 1 d'una empresa immobiliària, 4 d'empreses de serveis, 1 d'una entitat de l'administració pública i 6 d'empreses classificades com a «altres activitats de serveis».
Dels 15 establiments de servei als particulars que hi havia el 2009, 1 era un taller de reparació d'automòbils i de material agrícola, 2 paletes, 5 fusteries, 2 lampisteries, 1 empresa de construcció, 3 restaurants i 1 agència immobiliària.
L'únic establiment comercial que hi havia el 2009 era una fleca.
L'any 2000 a Escoutoux hi havia 28 explotacions agrícoles que ocupaven un total de 570 hectàrees.

## Equipaments sanitaris i escolars
El 2009 hi havia una escola elemental.

## Poblacions més properes
El següent diagrama mostra les poblacions més properes.